# مجموعة ال11

مجموعة ال11 (G11) هو اجتماغ   لمجموعة من الدول النامية تهدف إلى الحد من الدين عام.
للحد من الفجوة بالدخل مع الدول الغنية و الدول المتقدمة
بدات أول مرة في الأردن عام 2005

## التأسيس
المجموعة تأسست بتاريخ 20 سبتمبر 2006

## الاعضاء
اعضائ المجموعة هي :
الأردن كرواتيا الإكوادور جورجيا السلفادور هندوراس إندونيسيا المغربباكستان باراغواي سريلانكا